# Liste des monuments historiques de La Pinte
Cette page regroupe l'ensemble des monuments classés de la ville de La Pinte.
| Objet                                                | Statut du classement? | Année de construction/architecte | Section communale | Adresse               | Coordonnées                      | Numéro d'inventaire | Illustration                                 |
| ---------------------------------------------------- | --------------------- | -------------------------------- | ----------------- | --------------------- | -------------------------------- | ------------------- | -------------------------------------------- |
| (nl) Dorpshuis                                       |                       |                                  | De pinte          | Baron de Gieylaan 19  | 50° 59′ 31″ nord, 3° 39′ 06″ est | 38469               | (nl) Dorpshuis                               |
| (nl) Hoeve met losse bestanddelen                    |                       |                                  | De pinte          | Baron de Gieylaan 98  | 51° 00′ 10″ nord, 3° 39′ 26″ est | 38470               | Téléverser                                   |
| (nl) Hoeve, gedateerd 1766                           |                       |                                  | De pinte          | Baron de Gieylaan 106 | 51° 00′ 18″ nord, 3° 39′ 26″ est | 38471               | Téléverser                                   |
| (nl) Hoeve met losse bestanddelen                    |                       |                                  | De pinte          | Baron de Gieylaan 110 | 51° 00′ 23″ nord, 3° 39′ 25″ est | 38472               | Téléverser                                   |
| (nl) Kasteel Grand Noble                             |                       |                                  | De pinte          | Baron de Gieylaan 165 | 51° 00′ 33″ nord, 3° 39′ 45″ est | 38473               | Téléverser                                   |
| (nl) Kasteel Grand Noble                             |                       |                                  | De pinte          | Baron de Gieylaan 167 | 51° 00′ 33″ nord, 3° 39′ 45″ est | 38473               | Téléverser                                   |
| (nl) Kasteel Grand Noble                             |                       |                                  | De pinte          | Baron de Gieylaan 169 | 51° 00′ 33″ nord, 3° 39′ 45″ est | 38473               | Téléverser                                   |
| (nl) Woonhuis van hoeve                              |                       |                                  | De pinte          | Berkenlaan 24         | 50° 59′ 50″ nord, 3° 38′ 23″ est | 38474               | Téléverser                                   |
| (nl) Kapel van Onze-Lieve-Vrouw van Hemelrijk        | Oui                   |                                  | De pinte          | Beukendreef           | 50° 59′ 47″ nord, 3° 40′ 34″ est | 38475               | Téléverser                                   |
| (nl) Hoeve met losse bestanddelen                    | Oui                   |                                  | De pinte          | Beukendreef 4         | 50° 59′ 58″ nord, 3° 40′ 45″ est | 38476               | Téléverser                                   |
| (nl) Hoevetje van het langgestrekte type             |                       |                                  | De pinte          | Bommelstraat 37       | 50° 59′ 26″ nord, 3° 38′ 13″ est | 38477               | Téléverser                                   |
| (nl) Hoevetje                                        |                       |                                  | De pinte          | Bosstraat 1           | 50° 58′ 31″ nord, 3° 38′ 59″ est | 38479               | Téléverser                                   |
| (nl) Boerenhuisje                                    |                       |                                  | De pinte          | Bosstraat 22          | 50° 58′ 20″ nord, 3° 38′ 46″ est | 38480               | Téléverser                                   |
| (nl) Villa, Les Massettes                            |                       |                                  | De pinte          | Florastraat 17        | 50° 59′ 49″ nord, 3° 38′ 56″ est | 38481               | Téléverser                                   |
| (nl) Buitenverblijf, voorheen Pintemakerslust        |                       |                                  | De pinte          | Florastraat 61        | 50° 59′ 59″ nord, 3° 39′ 21″ est | 38482               | Téléverser                                   |
| (nl) Voormalig molenaarshuis van Zwartegatmolen      |                       |                                  | De pinte          | Heirweg 36            | 50° 58′ 36″ nord, 3° 38′ 59″ est | 38483               | Téléverser                                   |
| (nl) Hoeve met woonhuis                              |                       |                                  | De pinte          | Heirweg 72            | 50° 58′ 49″ nord, 3° 39′ 28″ est | 38484               | Téléverser                                   |
| (nl) Hoeve met losse bestanddelen                    | Oui                   |                                  | De pinte          | Hemelrijkstraat 1     | 50° 59′ 55″ nord, 3° 40′ 16″ est | 38485               | Téléverser                                   |
| (nl) Villa, Chalet d'Hemelrijk                       |                       |                                  | De pinte          | Hemelrijkstraat 14    | 51° 00′ 17″ nord, 3° 40′ 18″ est | 38486               | Téléverser                                   |
| (nl) Hoeve met losse bestanddelen                    |                       |                                  | De pinte          | Hemelrijkstraat 18    | 51° 00′ 19″ nord, 3° 40′ 21″ est | 38487               | Téléverser                                   |
| (nl) Hoeve met losse bestanddelen                    |                       |                                  | De pinte          | Hemelrijkstraat 22    | 51° 00′ 25″ nord, 3° 40′ 21″ est | 38488               | Téléverser                                   |
| (nl) Dienstencentrum, kasteel Scheldevelde           | Oui                   |                                  | De pinte          | Kasteellaan 35        | 50° 59′ 35″ nord, 3° 39′ 47″ est | 38489               | Téléverser                                   |
| (nl) Dienstencentrum, kasteel Scheldevelde           | Oui                   |                                  | De pinte          | Kasteellaan 37        | 50° 59′ 35″ nord, 3° 39′ 47″ est | 38489               | Téléverser                                   |
| (nl) Dienstencentrum, kasteel Scheldevelde           | Oui                   |                                  | De pinte          | Kasteellaan 39        | 50° 59′ 35″ nord, 3° 39′ 47″ est | 38489               | Téléverser                                   |
| (nl) Dienstencentrum, kasteel Scheldevelde           | Oui                   |                                  | De pinte          | Kasteellaan 41        | 50° 59′ 35″ nord, 3° 39′ 47″ est | 38489               | Téléverser                                   |
| (nl) Kapel Onze-Lieve-Vrouw van Vrede                |                       |                                  | De pinte          | Keistraat             | 50° 59′ 55″ nord, 3° 38′ 09″ est | 38490               | Téléverser                                   |
| (nl) Hoeve met losse bestanddelen                    |                       |                                  | De pinte          | Keistraat 173         | 51° 00′ 27″ nord, 3° 39′ 21″ est | 38491               | Téléverser                                   |
| (nl) Pastorie, dubbelhuis                            | Oui                   |                                  | De pinte          | Kerkplein 1           | 50° 59′ 28″ nord, 3° 38′ 58″ est | 38492               | Téléverser                                   |
| (nl) Kasteel van De Pinte                            | Oui                   |                                  | De pinte          | Kerkplein 2           | 50° 59′ 29″ nord, 3° 39′ 00″ est | 38493               | Téléverser                                   |
| (nl) Hoevetje                                        |                       |                                  | De pinte          | Klossestraat 57       | 51° 00′ 29″ nord, 3° 40′ 18″ est | 38494               | Téléverser                                   |
| (nl) Hoevegebouwen, Hof te Groene Walle              | Oui                   |                                  | De pinte          | Kunstschildersweg 5   | 50° 59′ 35″ nord, 3° 38′ 37″ est | 38495               | Téléverser                                   |
| (nl) Hoevetje met losse bestanddelen                 |                       |                                  | De pinte          | Leeuwerikstraat 1     | 50° 59′ 14″ nord, 3° 38′ 26″ est | 38496               | Téléverser                                   |
| (nl) Hoevetje                                        |                       |                                  | De pinte          | Lindenpark 3          | 50° 59′ 47″ nord, 3° 38′ 16″ est | 38497               | Téléverser                                   |
| (nl) Kasteel van Hemelrijk, hoeve                    | Oui                   |                                  | De pinte          | Mieregoed 51          | 50° 59′ 46″ nord, 3° 40′ 57″ est | 38498               | Téléverser                                   |
| (nl) Parochiekerk Sint-Niklaas van Tolentijn         | Oui                   |                                  | De pinte          | Pintestraat           | 50° 59′ 29″ nord, 3° 38′ 57″ est | 38499               | (nl) Parochiekerk Sint-Niklaas van Tolentijn |
| (nl) Herberg Het Pyntken                             |                       |                                  | De pinte          | Pintestraat 69        | 50° 59′ 23″ nord, 3° 38′ 42″ est | 38500               | Téléverser                                   |
| (nl) Hoeve                                           |                       |                                  | De pinte          | Pintestraat 80        | 50° 59′ 20″ nord, 3° 38′ 39″ est | 38501               | Téléverser                                   |
| (nl) Gebouw, gemeenteschool, thans Jeugdclub         |                       |                                  | De pinte          | Polderbos             | 50° 59′ 33″ nord, 3° 38′ 44″ est | 38502               | Téléverser                                   |
| (nl) Gebouw van tuinbouwbedrijf, thans stadskwekerij |                       |                                  | De pinte          | Stationsstraat 1      | 50° 59′ 50″ nord, 3° 39′ 08″ est | 38504               | Téléverser                                   |
| (nl) Gebouw                                          |                       |                                  | De pinte          | Stationsstraat 5      | 50° 59′ 48″ nord, 3° 39′ 02″ est | 38505               | Téléverser                                   |
| (nl) Villa, voorheen Les Conifères                   |                       |                                  | De pinte          | Wilgenstraat 3        | 50° 59′ 53″ nord, 3° 38′ 24″ est | 38506               | Téléverser                                   |
| (nl) Boerenarbeidershuisjes                          |                       |                                  | Zevergem          | Blijpoel 1            | 50° 58′ 42″ nord, 3° 41′ 47″ est | 38507               | Téléverser                                   |
| (nl) Boerenarbeidershuisjes                          |                       |                                  | Zevergem          | Blijpoel 3            | 50° 58′ 42″ nord, 3° 41′ 47″ est | 38507               | Téléverser                                   |
| (nl) Boerenarbeidershuisjes                          |                       |                                  | Zevergem          | Blijpoel 5            | 50° 58′ 42″ nord, 3° 41′ 47″ est | 38507               | Téléverser                                   |
| (nl) Hoeve met losse bestanddelen                    | Oui                   |                                  | Zevergem          | Blijpoel 8            | 50° 58′ 44″ nord, 3° 42′ 00″ est | 38508               | Téléverser                                   |
| (nl) Villa De Blijpoel                               | Oui                   |                                  | Zevergem          | Blijpoel 9            | 50° 58′ 43″ nord, 3° 42′ 05″ est | 38509               | Téléverser                                   |
| (nl) Landhuis, Kasteel van Boeregem                  |                       |                                  | Zevergem          | Boeregemstraat 25     | 50° 59′ 23″ nord, 3° 41′ 25″ est | 38510               | Téléverser                                   |
| (nl) Goed ter Craeynest                              |                       |                                  | Zevergem          | Boeregemstraat 27     | 50° 59′ 23″ nord, 3° 41′ 29″ est | 38511               | Téléverser                                   |
| (nl) XIX-Boerenhuisje                                |                       |                                  | Zevergem          | Boeregemstraat 29     | 50° 59′ 26″ nord, 3° 41′ 38″ est | 38512               | Téléverser                                   |
| (nl) Parochiekerk Onze-Lieve-Vrouw                   |                       |                                  | Zevergem          | Dorp                  | 50° 58′ 42″ nord, 3° 41′ 43″ est | 38513               | (nl) Parochiekerk Onze-Lieve-Vrouw           |
| (nl) Pastorie                                        | Oui                   |                                  | Zevergem          | Dorp 2                | 50° 58′ 46″ nord, 3° 41′ 43″ est | 38514               | Téléverser                                   |
| (nl) Hoeve                                           |                       |                                  | Zevergem          | Dorp 21               | 50° 58′ 37″ nord, 3° 41′ 44″ est | 38515               | Téléverser                                   |
| (nl) Huis                                            |                       |                                  | Zevergem          | Kriekestraat 1        | 50° 58′ 37″ nord, 3° 40′ 56″ est | 38516               | Téléverser                                   |
| (nl) Boerenhuisje                                    |                       |                                  | Zevergem          | Kriekestraat 4        | 50° 58′ 40″ nord, 3° 40′ 55″ est | 38517               | Téléverser                                   |
| (nl) Hoeve met losse bestanddelen                    |                       |                                  | Zevergem          | Kriekestraat 5        | 50° 58′ 42″ nord, 3° 40′ 41″ est | 38518               | Téléverser                                   |
| (nl) Open hoeve                                      |                       |                                  | Zevergem          | Kriekestraat 8        | 50° 58′ 40″ nord, 3° 40′ 51″ est | 38519               | Téléverser                                   |
| (nl) Dubbelhuis, voorheen Patershuis                 |                       |                                  | Zevergem          | Landuitstraat 3       | 50° 58′ 30″ nord, 3° 40′ 57″ est | 38520               | Téléverser                                   |
| (nl) Gesloten hoeve                                  |                       |                                  | Zevergem          | Landuitstraat 6       | 50° 58′ 32″ nord, 3° 40′ 42″ est | 38521               | Téléverser                                   |
| (nl) Hoevetje                                        |                       |                                  | Zevergem          | Landuitstraat 31      | 50° 58′ 15″ nord, 3° 40′ 14″ est | 38522               | Téléverser                                   |
| (nl) Semi-gesloten hoeve 't Mieregoed                |                       |                                  | Zevergem          | Mieregoed 4           | 50° 59′ 37″ nord, 3° 40′ 40″ est | 38523               | Téléverser                                   |
| (nl) Hoeve met losse bestanddelen, Hof ten Broecke   |                       |                                  | Zevergem          | Molenstraat 1         | 50° 58′ 49″ nord, 3° 41′ 30″ est | 38524               | Téléverser                                   |
| (nl) Hoeve                                           |                       |                                  | Zevergem          | Molenstraat 5         | 50° 59′ 08″ nord, 3° 41′ 57″ est | 38525               | Téléverser                                   |
| (nl) Hoeve                                           |                       |                                  | Zevergem          | Pont-Noord 2          | 50° 58′ 46″ nord, 3° 41′ 49″ est | 38526               | Téléverser                                   |
| (nl) Voormalig hoevetje                              |                       |                                  | Zevergem          | Pont-Noord 17         | 50° 58′ 51″ nord, 3° 41′ 47″ est | 38527               | Téléverser                                   |
| (nl) Herenhuis                                       |                       |                                  | Zevergem          | Pont-Noord 38         | 50° 58′ 53″ nord, 3° 41′ 53″ est | 38528               | Téléverser                                   |
| (nl) Boerenhuis                                      |                       |                                  | Zevergem          | Pont-Zuid 18          | 50° 58′ 38″ nord, 3° 41′ 33″ est | 38529               | Téléverser                                   |
| (nl) Boerenhuisje                                    |                       |                                  | Zevergem          | Pont-Zuid 21          | 50° 58′ 37″ nord, 3° 41′ 35″ est | 38530               | Téléverser                                   |
| (nl) Doornhammeke, boerenhuis-herberg                | Oui                   |                                  | Zevergem          | Pont-Zuid 55          | 50° 58′ 02″ nord, 3° 41′ 10″ est | 38531               | Téléverser                                   |
| (nl) Hoeve                                           | Oui                   |                                  | Zevergem          | Scheldehout 1         | 50° 58′ 48″ nord, 3° 42′ 03″ est | 38532               | Téléverser                                   |
| (nl) Hoeve met losse bestanddelen                    |                       |                                  | Zevergem          | Scheldehout 7         | 50° 59′ 10″ nord, 3° 42′ 15″ est | 38533               | Téléverser                                   |
| (nl) Sint-Jozefkapel                                 |                       |                                  | Zevergem          | Veldstraat            | 50° 58′ 41″ nord, 3° 41′ 31″ est | 38534               | Téléverser                                   |
| (nl) Hoeve                                           |                       |                                  | Zevergem          | Veldstraat 5          | 50° 58′ 51″ nord, 3° 41′ 17″ est | 38535               | Téléverser                                   |
| (nl) Voormalige Gemeentelijke Jongensschool          |                       |                                  | Zevergem          | Veldstraat 50         | 50° 58′ 58″ nord, 3° 41′ 13″ est | 38536               | Téléverser                                   |
| (nl) Semi-gesloten hoeve                             |                       |                                  | Zevergem          | Veldstraat 52         | 50° 59′ 01″ nord, 3° 41′ 12″ est | 38537               | Téléverser                                   |
| (nl) Kasteel van Welden, Hof te Seevergem            |                       |                                  | Zevergem          | Weldendreef 1         | 50° 58′ 40″ nord, 3° 41′ 06″ est | 38538               | (nl) Kasteel van Welden, Hof te Seevergem    |
| (nl) Woonhuis van vierschaar                         |                       |                                  | Zevergem          | Weldendreef 4         | 50° 58′ 33″ nord, 3° 41′ 07″ est | 38539               | Téléverser                                   |
| (nl) Vroegere hoeve met losse bestanddelen           |                       |                                  | Zevergem          | Weldendreef 5         | 50° 58′ 34″ nord, 3° 41′ 12″ est | 38540               | Téléverser                                   |
| (nl) Wontergemgoed, hoeve                            |                       |                                  | Zevergem          | Wontergemstraat 1     | 50° 58′ 20″ nord, 3° 40′ 10″ est | 38541               | Téléverser                                   |